# Johannes Buse
Johannes Buse (* 30. März 1876 in Paderborn; † 30. August 1925 ebenda) war ein deutscher Buchdrucker und Schriftsteller.

## Leben
Johannes Buse absolvierte eine Lehre als Buchdrucker und war anschließend in diesem Beruf tätig. Ab 1897 wirkte er daneben auch als Dramaturg und Verfasser von erzählenden Werken und Theaterstücken.

## Werke
- Kunz von Wolfenstein oder Schuld und Sühne, Paderborn 1898
- Die Verlobung, München 1898
- Eberhard, Paderborn 1901
- Der Bauer als Geisterbeschwörer, Aachen 1904
- Schuster, bleib bei deinem Leisten, Aachen 1904
- Du sollst Vater und Mutter ehren! oder Die Grafen von Uhlenhorst, Paderborn 1906
- Die Garde von Stoffelsdorf oder Eine Rekrutenaushebung auf dem Lande, Paderborn 1906
- In der Herrgottsau, Paderborn 1926
- Westfälisches Dorfleben, Paderborn 1927 (Digitalisat)